# Valentín Gómez
Diego Valentín Gómez, mais conhecido como Valentín Gómez (San Miguel, 26 de junho de 2003), é um futebolista argentino que atua como zagueiro. Atualmente, defende o Betis.

## Carreira

### Vélez Sarsfield
Revelado pelo Vélez em 2022, realizou sua estreia no profissional neste mesmo ano, atuando inicialmente como lateral-esquerdo. Fazendo bons jogos na equipe e desenvolvendo sua habilidade também como um zagueiro, Gómez foi um dos destaques do time no título da Liga Profissional de 2024. Ao todo, pelo clube, possui 110 partidas realizadas, anotando 3 gols.

### Real Betis
No dia 26 de julho de 2025, Gómez foi anunciado como reforço do Betis, da Espanha. Para contratar o defensor, o Alviverde da Andaluzia acionou a cláusula de rescisão contratual do atleta, pagando 5,3 milhões de euros (R$ 34,6 milhões na cotação da época). O argentino assinou contrato até o meio de 2030 com o clube espanhol.

## Carreira internacional

#### Sub-20
É um dos destaques da Seleção Argentina sub-20, principalmente atuando como zagueiro. Possui 10 jogos com a camisa da seleção, sendo quatro deles na Copa do Mundo Sub-20.

## Títulos
Vélez Sarsfield
- Liga Profissional: 2024[5]